# Andrea Claßen
Andrea Claßen (* 26. September 1955 in Krefeld) ist eine deutsche Juristin und Schriftstellerin.

## Leben
Andrea Claßen studierte Rechtswissenschaft an der Universität Bonn. Sie ist heute als Vorsitzende Richterin am Finanzgericht Düsseldorf tätig. - Neben einem juristischen Fachbuch veröffentlichte sie in den Neunzigerjahren zwei Romane zu Beziehungsthemen.

## Werke
- Praxisratgeber für das finanzgerichtliche Verfahren, Stuttgart [u. a.] 1995 (zusammen mit Rüttger Claßen)
- Lauter Männer zum Verlieben, Frankfurt am Main 1997
- Last minute, Frankfurt am Main 1999